# Зорич, Семён Гаврилович
Семён Гаврилович Зорич (1743—1799) — российский военный, фаворит императрицы Екатерины II.

## Биография
Происходил из сербского рода Неранчич (Наранджич). Был привезён в Россию усыновившим его двоюродным дядей премьер-майором Максимом Фёдоровичем Зоричем. Сначала учился в кадетской школе в Славяносербии; в 1754 году был зачислен в гусарский полк и до 1757 года воспитывался в Санкт-Петербургском кадетском корпусе; службу начал в 1760 году в чине вахмистра; принял участие в Семилетней войне; побывал в плену. По окончании войны был произведён в поручики. В 1764 году участвовал в военных действиях в Польше и выполнил удачно несколько военно-административных поручений, за что был произведён 1 января 1767 года в ротмистры.
В русско-турецкой войне в 1769—1770 гг., состоя ротмистром, а потом майором в Острогожском гусарском полку, командовал передовыми частями российской армии, в 1769 году сжёг столицу Ханской Украины город Томбасар (Дубоссары), проявил героизм при обороне реки Прут 13 мая 1770 года; 3 июля 1770 года при рекогносцировке неприятельской позиции получил три раны и попал в турецкий плен, в котором находился 5 лет, до заключения Кючук-Кайнарджийского мирного договора.
В 1775 году, вернувшись в Россию, с 1776 года стал адъютантом Потёмкина; 26 мая был произведён в подполковники; 26 ноября того же года был награждён орденом Святого Георгия 4-й степени (№ 281 по списку Григоровича — Степанова, № 234 по списку Судравского) за действия при обороне реки Прут ещё в 1770 году.
После представления Екатерине II стал флигель-адъютантом, полковником, шефом Лейб-гусарского эскадрона. В августе 1777 года Зорич был пожалован во флигель-адъютанты и корнеты Кавалергардского корпуса, 22 сентября произведён в генерал-майоры и назначен шефом Ахтырского гусарского полка. К сентябрю 1777 года он был уже кавалером орденов: шведского — Меча, польского — Белого Орла и Станислава, — и Мальтийского креста; получил подарок в 50 тысяч рублей. В это время ему были также пожалованы имения, купленные казной у наследников графа Бутурлина: дом близ Зимнего дворца, местечко Шклов в Оршанском повете Витебского воеводства с 7 тысячами крестьян, часть Велижского староства.
Находился при Екатерине II до мая 1778 года, когда вызвал неудовольствие императрицы неумеренной карточной игрой, а также недовольство Потёмкина — нежеланием считаться с его интересами. Был удалён от двора и поселился в Шклове, где основал Шкловское благородное училище; днём его основания Зорич определил 24 ноября 1778 года, — день тезоименитства императрицы. Большой известностью пользовался также основанный Зоричем крепостной театр. Екатерина несколько раз гостила у Зорича в Шклове. Удалённый от двора, Зорич, тем не менее, не оставлял военной службы: командовал лейб-гусарами и лейб-казаками и вмешивался в комплектование кавалергардов; не ладил с офицерами. Вмешательства его в дела этих полков были крайне неудачны и повели ко многим крупным недоразумениям, в результате чего императрица запретила ему «жаловать и пережаловать в такой корпус, где положено не быть, окроме заслуженных, попременно из полков», и в другом указе повелела: «генерал-майору Зоричу дать приметить, чтобы он впредь с подчинёнными ему офицерами обходился прилично офицерскому званию».
Среди шкловских развлечений большое внимание уделялось крупной карточной игре, и недаром Пушкин в «Пиковой даме» упомянул о Зориче как об известном игроке. В 1781 году он познакомился с графами Марком и Аннибалом Зановичами, добывавшими себе средства к существованию главным образом карточной игрой и различными аферами. Вскоре они добились передачи им всего управления Шкловом с уплатой Зоричу ежегодно по 100 тыс. руб. В 1783 году в Шклове стали обращаться фальшивые ассигнации, появление которых было связано с приездом Зановичей. Прибывший в апреле 1783 года в Шклов Потёмкин назначил подробное расследование, и Зановичи были арестованы. Хотя Зорич был признан непричастным к делу о фальшивых ассигнациях, 15 июля 1784 года он был уволен от службы и быстро разорился.
После смерти Екатерины Павел I, учредив опеку над имениями Зорича, вызвал его в Санкт-Петербург и принял вновь на службу; назначил 25 декабря 1796 года шефом Изюмского полка и 20 января 1797 года произвёл в генерал-лейтенанты. Однако очень быстро Зорич растратил казённые деньги и снова попал под следствие и суд. В результате 15 сентября 1797 года император уволил Зорича от службы, а 18 сентября ему было повелено жить в Шклове. Зорич же отказался сдать полк, и его пришлось арестовать. В начале 1798 года Зорич вернулся в Шклов к своей прежней, но уже менее роскошной жизни. Дважды пытался он оправдаться в своих винах, прося у императора разрешения прибыть в столицу, но не получил его. Местечко Шклов было густо населено евреями, и Зорич вследствие своей расточительности стал их притеснять. Жалобы евреев вызвали в 1799 году командировку сюда Державина, а затем, уже после смерти Зорича, были рассмотрены Сенатом.
Денежные затруднения и пожар в Шклове (29 мая 1799 г.), почти полностью уничтоживший основанное Зоричем училище, ускорили его смерть, случившуюся 6 (17) ноября 1799 года. Воспитанники Шкловского училища были в 1801 году переведены в Москву и составили Первый Московский кадетский корпус.

## Память
В 2007 году в белорусском городе Шклове был открыт памятник Семёну Зоричу, который владел городом и окрестностями и внёс огромный вклад в их развитие.